# 橋本耀
橋本 耀（はしもと ひかり、1997年〈平成9年〉6月17日 - ）は、日本の元女優、元タレント。神奈川県出身。女性アイドルグループ・AKB48の元メンバーである。元ラナビオン所属。

## 略歴

### AKB48時代
2012年
- 5月13日、AKB48第14期生オーディションの最終審査に合格。その後、6月15日から17日にかけての最終セレクションを通過し、内山奈月、岡田奈々、小嶋真子、西野未姫、前田美月と共にAKB48の14期研究生となる。
- 7月14日、AKB48劇場で行われたチームK 6th Stage「RESET」公演の前座ガールズとして岡田、西野、前田と共に「檸檬の年頃」を披露し、劇場デビュー。
- 9月6日、AKB48 研究生公演「僕の太陽」（当時12期研究生大森美優の14歳の生誕祭公演）で劇場公演デビュー。当日の担当ユニットは「愛しさのdefense」[3]。

2013年
- 6月22日、AKB48 研究生公演「パジャマドライブ」において、自身16歳の生誕祭公演が行われた。当日の担当ユニットは「天使のしっぽ」。
- 8月24日、東京ドームで開催された『AKB48・2013真夏のドームツアー〜まだまだ、やらなきゃいけないことがある〜』において、研究生から正規メンバーへの昇格が発表され、峯岸みなみがキャプテンを務める新チーム4へ昇格[4]。
- 11月3日、峯岸チーム4「手をつなぎながら」公演の初日公演に出演。当日の担当ユニットは「チョコの行方」[5]。

2014年
- 2月24日、Zepp DiverCity TOKYOで行われた、『AKB48グループ 大組閣祭り〜時代は変わる。だけど、僕らは前しか向かねぇ!〜』において、倉持チームBへの異動が発表された[6]。
- 4月15日、峯岸チーム4「手をつなぎながら」公演が千秋楽を迎える[7]。これをもって倉持チームBへ異動し、新体制が開始。
- 4月28日、倉持チームB「パジャマドライブ」公演の初日公演に出演。当日の担当ユニットは「鏡の中のジャンヌ・ダルク」。

2015年
- 3月26日、さいたまスーパーアリーナで開催された『AKB48春の単独コンサート〜ジキソー未だ修行中!〜』において、木﨑チームBへの異動が発表された[8]。後に卒業のため、実際には木﨑チームBへ所属することなく、AKB48メンバーとしての活動を終えている。
- 6月22日、倉持チームB「パジャマドライブ」公演にて自身の18歳の生誕祭公演が行われ、本公演でAKB48からの卒業を発表。
- 7月7日、AKB48劇場にて卒業公演が行われた[9]。
- 8月9日、幕張メッセで行われた「僕たちは戦わない」劇場盤発売記念大握手会を最後に、AKB48メンバーとしての活動を終了した[10]。

### AKB48卒業後
2016年
- 7月20日、Twitterアカウントの運用を開始。エムズエンタープライズへ所属し、芸能活動再開。
- 7月25日、自身のTwitterで舞台「大きな虹のあとで〜不動四兄弟〜」への出演を発表。この作品が初舞台出演となる。

2018年
- 10月31日、株式会社ラナビオンに所属することが発表された[11]。

2021年
- 3月4日、自身のSNSで芸能界引退の意向を明らかにする[12]。
- 5月22日、横浜・ぴあアリーナMMで行われた『峯岸みなみ卒業コンサート〜桜の咲かない春はない〜』に出演。峯岸チーム4のOGとして「清純フィロソフィー」「LOVE修行」を歌唱した[13][注 1]。
- 11月26日、自身初のイメージDVD『FIRST』をリリース[15][16]。

## AKB48在籍時の参加楽曲

### シングル選抜楽曲
- 「UZA」に収録
  - 大人への道 - 「研究生」名義
- 「永遠プレッシャー」に収録
  - 私たちのReason
- 「So long !」に収録
  - 強い花 - 「研究生」名義
- 「さよならクロール」に収録
  - LOVE修行 - 「研究生」名義
- 「ハート・エレキ」に収録
  - 清純フィロソフィー - 「Team 4」名義
- 「前しか向かねえ」に収録
  - 恋とか…
- 「ラブラドール・レトリバー」に収録
  - Bガーデン - 「Team B」名義
- 「希望的リフレイン」に収録
  - ロンリネスクラブ - 「Team B」名義
- 「Green Flash」に収録
  - 初恋のおしべ - 「てんとうむChu ! & かぶとむChu !」名義

### アルバム選抜楽曲
『次の足跡』に収録
- チーム坂 - 「Team 4」名義

『ここがロドスだ、ここで跳べ!』に収録
- To goで - 「倉持Team B」名義

### 劇場公演ユニット曲
チームK 6th Stage「RESET」
- 檸檬の年頃 ※前座ガールズ

AKB48 研究生公演「僕の太陽」
- アイドルなんて呼ばないで（大森美優のユニットアンダー）
- 愛しさのdefense（相笠萌のユニットアンダー）

AKB48 研究生公演「パジャマドライブ」
- 天使のしっぽ（篠崎彩奈のユニットアンダー）

峯岸チーム4「手をつなぎながら」公演
- チョコの行方

倉持チームB「パジャマドライブ」公演
- 天使のしっぽ（内山奈月・川本紗矢のユニットアンダー）
- パジャマドライブ（大島涼花のユニットアンダー）
- 純情主義（平田梨奈のユニットアンダー）
- てもでもの涙（渡辺麻友のユニットアンダー）
- 鏡の中のジャンヌ・ダルク

## 作品

### DVD
- FIRST（2021年11月26日発売／竹書房）[16]

## 出演

### 舞台
- 大きな虹のあとで〜不動四兄弟〜（2016年8月20日 - 24日、俳優座劇場）- 百合 役[17]
- 魔銃ドナークロニクル（2016年9月28日 - 10月2日、六行会ホール）- 主演・ハイネ・アドラー 役[18]
- 舞台「海賊と山賊」（2017年1月13日 - 15日、彩の国さいたま芸術劇場 小ホール） - まこ 役[19]
- 13月の女の子（2017年1月25日 - 2月5日、新宿村LIVE） - 穴森七海 役[20]
- ズルい奴ほどよく吠える（2017年5月17日 - 28日、シアターグリーン BACE THEATER）- 南雲雪 役[21]
- 白と黒の同窓会〜まさかのダブルブッキング編〜（2017年10月12日 - 15日、新宿村LIVE）- 伊吹 役[22]
- アリスインプロジェクト「スーパーマンガ大戦 オルタナティブ」（2017年11月8日 - 19日、コフレリオ新宿シアター）- ホーリー 役（ゲスト出演）[23]
- SOLID STARプロデュースVol.15「明るいお葬式〜るんるんは2度死ぬ〜」（2018年9月12日 - 17日、俳優座劇場）
- PURESMILE presents「おおばかもの 〜憧れのサンパチマイク〜」（2018年12月12日 - 16日、草月ホール）[24]
- 信長の野望・大志 夢幻 ～本能寺の変～（2019年5月18日、戸田市文化会館 / 21日 - 26日、シアター1010） - うた 役[25]
- 女神座ATHENA 7th IMPACT「チャイナ・ディフェクション～天冥争覇～」（2019年8月15日 - 18日、コフレリオ新宿センター） - 主演・パイ 役[26]
- 素敵なカミングアウト（2019年10月16日 - 20日、新宿シアターモリエール） - 城ケ崎舞子 役[27]
- 朗読劇「いつもの帰り道」（2020年3月12日 - 15日、池袋HUMAX） - 水谷帆乃花 役[28]
- 逆転裁判～逆転のパラレルワールド～（2020年5月1日 - 10日、サンシャイン劇場） - 華宮霧緒 役[29]

### テレビドラマ
- 土曜ドラマ24「潜入捜査アイドル・刑事ダンス」第6話（2016年11月12日、テレビ東京）- ゆかゆか 役

### その他のテレビ番組
- 橋本耀 FIRST（2022年4月12日、東映チャンネル）[30]

### ネット配信
- 背神ドラマ「ネット怪談×百物語」シーズン6（2021年2月20日 - 、全10話、スタイルオフィスメディアチャンネル）[31]

### その他
- 西野未姫のコメディーショー"夢みる時間" 第1回（2017年4月16日、WALLOP 押上スタジオ） - ゲスト[32]